# 原漢衝突
原漢衝突在台灣特指台灣原住民族與漢人移民之间的武裝衝突。與其他械鬥社會情況不同，原漢衝突不單單發生於清國境內，其中也包含台灣本土政權應對漢移民的出草事件，及清朝政府對台灣政權的武裝攻擊。原漢衝突最大因素在於漢人移往原住民區域時所產生的利益衝突。例如1887年的呂家望社之役。